# Morgana Gmach
Morgana Regina Gmach (Toledo, 17 de junho de 1994) é uma ginasta rítmica brasileira. Representou o Brasil nos Jogos Pan-Americanos de 2015 e nos Jogos Olímpicos de Verão de 2016, como parte do conjunto brasileiro da ginástica rítmica.

## Carreira
Morgana iniciou na modalidade aos 3 anos de idade, estreando no Campeonato Brasileiro de Ginástica Rítmica em 2003, aos nove anos. Após uma tentativa frustrada em 2009, Morgana conseguiu entrar na equipe principal de conjunto em 2015, substituindo a lesionada Débora Falda nos Jogos Pan-Americanos de Toronto.
Em Toronto Morgana conquistou 3 medalhas junto com o conjunto brasileiro: ouro no grupo geral, ouro no 5 fitas e prata no 6 maças + 2 arcos. Ainda em 2015 Morgana participou do Campeonato Mundial em que a equipe terminou em 16º lugar.
Em 2016 Morgana Gmach foi convocada para representar o Brasil na competição de equipes nos Jogos Olímpicos de Verão de 2016. A equipe brasileira viria a ficar fora da final por uma pequena margem, terminando a competição em nono lugar.